# Championnat de Yougoslavie de football 1964-1965
Navigation
Saison précédente Saison suivante
La saison 1964-1965 du Championnat de Yougoslavie de football est la trente-sixième édition du championnat de première division en Yougoslavie. Les quinze meilleurs clubs du pays prennent part à la compétition et sont regroupées en une poule unique où chaque formation affronte deux fois ses adversaires, à domicile et à l'extérieur. En fin de saison, pour permettre le passage à 16 clubs, seul le dernier du classement est relégué et remplacé par les deux meilleures équipes de deuxième division.
C'est le club du FK Partizan Belgrade qui remporte la compétition, en terminant en tête du classement final, avec huit points d'avance sur un duo composé du FK Sarajevo et du tenant du titre, le FK Étoile rouge de Belgrade. C'est le 6e titre de champion de Yougoslavie de l'histoire du club.

## Les clubs participants
| - Partizan Belgrade - Dinamo Zagreb - FK Étoile rouge de Belgrade - Hajduk Split - FK Vojvodina Novi Sad - NK Rijeka - FK Radnicki Nis - FK Sutjeska Niksic - Promu de D2 | - Velez Mostar - NK Zagreb - Promu de D2 - OFK Belgrade - FK Vardar Skopje - FK Sarajevo - FK Zeljeznicar Sarajevo - NK Trešnjevka |

## Compétition

### Classement
Le classement est effectué en utilisant le barème classique (victoire à 2 points, match nul un point, défaite zéro point).
| Rang | Équipe                          | Pts | J  | G  | N  | P  | Bp | Bc | Diff |
| ---- | ------------------------------- | --- | -- | -- | -- | -- | -- | -- | ---- |
| 1    | FK Partizan Belgrade            | 43  | 28 | 19 | 5  | 4  | 62 | 34 | +28  |
| 2    | FK Sarajevo                     | 35  | 28 | 15 | 5  | 8  | 52 | 38 | +14  |
| 3    | FK Étoile rouge de Belgrade (T) | 35  | 28 | 14 | 7  | 7  | 50 | 38 | +12  |
| 4    | NK Rijeka                       | 34  | 28 | 14 | 6  | 8  | 47 | 30 | +17  |
| 5    | FK Zeljeznicar Sarajevo         | 33  | 28 | 13 | 7  | 8  | 39 | 30 | +9   |
| 6    | NK Zagreb (P)                   | 29  | 28 | 12 | 5  | 11 | 47 | 42 | +5   |
| 7    | FK Radnicki Nis                 | 28  | 28 | 9  | 10 | 9  | 39 | 33 | +6   |
| 8    | Dinamo Zagreb (C)               | 26  | 28 | 11 | 4  | 13 | 35 | 34 | +1   |
| 9    | FK Vojvodina Novi Sad           | 26  | 28 | 11 | 4  | 13 | 32 | 37 | -5   |
| 10   | OFK Belgrade                    | 24  | 28 | 9  | 6  | 13 | 35 | 40 | -5   |
| 11   | FK Vardar Skopje                | 23  | 28 | 6  | 11 | 11 | 23 | 33 | -10  |
| 12   | Hajduk Split                    | 23  | 28 | 7  | 9  | 12 | 28 | 39 | -11  |
| 13   | Velez Mostar                    | 21  | 28 | 9  | 3  | 16 | 37 | 53 | -16  |
| 14   | NK Trešnjevka                   | 21  | 28 | 7  | 7  | 14 | 27 | 46 | -19  |
| 15   | FK Sutjeska Niksic (P)          | 19  | 28 | 6  | 7  | 15 | 31 | 57 | -26  |

|  | Qualification pour la Coupe d'Europe des clubs champions 1965-1966                                |
|  | Qualification pour la Coupe des Coupes 1965-1966                                                  |
|  | Qualification pour la Coupe des villes de foires 1965-1966                                        |
|  | Qualification pour la Coupe Mitropa 1965                                                          |
|  | Relégation directe en deuxième division                                                           |
|  | (T) : Tenant du titre (C) : Vainqueur de la Coupe de Yougoslavie (P) : Promu de deuxième division |

## Bilan de la saison
| Championnat de Yougoslavie de football 1964-1965                        |                                 |
| Champion                                                                | FK Partizan Belgrade (6e titre) |
| Coupes et trophées                                                      |                                 |
| Vainqueur de la Coupe de Yougoslavie 1964-1965                          | Dinamo Zagreb                   |
| Qualifications continentales                                            |                                 |
| Coupe d'Europe des clubs champions 1965-1966                            | FK Partizan Belgrade            |
| Coupe des Coupes 1965-1966                                              | Dinamo Zagreb                   |
| Coupe des villes de foires 1965-1966                                    | FK Étoile rouge de Belgrade     |
| Coupe des villes de foires 1965-1966                                    | NK Zagreb                       |
| Coupe Mitropa 1965                                                      | FK Sarajevo                     |
| Promotions et relégations                                               |                                 |
| Promus en Prva Liga                                                     | Olimpija Ljubljana              |
| Promus en Prva Liga                                                     | FK Radnički Jugopetrol Belgrade |
| Relégués en Championnat de Yougoslavie de football de deuxième division | FK Sutjeska Niksic              |